# Christophe Odent
Pour les articles homonymes, voir Odent.
Christophe Odent, né le 2 décembre 1955, est un acteur français.

## Filmographie

### Cinéma
- 1982 : Les Misérables de Robert Hossein
- 1983 : Prénom Carmen de Jean-Luc Godard
- 1983 : À nos amours de Maurice Pialat
- 1984 : Vive la sociale ! de Gérard Mordillat
- 1987 : François Villon – le poète vagabond de Sergiu Nicolaescu
- 1988 : Blancs cassés de Philippe Venault
- 1988 : Vent de galerne de Bernard Favre
- 1988 : Chimère de Claire Devers
- 1989 : La Vie et rien d'autre de Bertrand Tavernier
- 1990 : Nouvelle vague de Jean-Luc Godard
- 1991 : Juste avant l'orage de Bruno Herbulot
- 1992 : Cible émouvante de Pierre Salvadori
- 1992 : Max et Jérémie de Claire Devers
- 1995 : L'Appât de Bertrand Tavernier
- 1995 : Le Hussard sur le toit de Jean-Paul Rappeneau : Monsieur Barthelemy
- 1996 : Tonka de Jean-Hugues Anglade
- 1997 : Port Djema d'Éric Heumann
- 1997 : Le comptoir de Sophie Taticheff
- 2000 : Ça ira mieux demain de Jeanne Labrune
- 2002 : Laissez-passer de Bertrand Tavernier
- 2002 : Les Amants du Nil d'Éric Heumann
- 2004 : Double Zéro de Gérard Pirès
- 2004 : Anthony Zimmer de Jérôme Salle
- 2006 : Président de Lionel Delplanque
- 2007 : La Môme d'Olivier Dahan
- 2007 : Très bien, merci d'Emmanuelle Cuau
- 2010 : Sans queue ni tête de Jeanne Labrune
- 2011 : Rendez-vous avec un ange de Yves Thomas et Sophie de Daruvar
- 2014 : Hippocrate de Thomas Lilti
- 2015 : Planétarium de Rebecca Zlotowski
- 2016 : Médecin de campagne de Thomas Lilti
- 2018 : Ami-ami de Victor Saint Macary
- 2018 : La Belle et la Belle de Sophie Fillières
- 2022 : Le Parfum vert de Nicolas Pariser
- 2023 : Sous le tapis de Camille Japy

### Télévision
- 1981 : Julien Fontanes, magistrat, épisode La Dernière Haie de François Dupont-Midi
- 1981 : Julien Fontanes, magistrat (série télévisée, épisode La dixième plaie d'Égypte de Patrick Jamain
- 1984 : L'An Mil de Jean-Dominique de La Rochefoucauld
- 1989 : Jeanne d'Arc, le pouvoir et l'innocence de Jean-François Griblin et Pierre Moinot
- 1996 : Nestor Burma, épisode "Poupée russe" : Alexis Gorski
- 2003 : Un été de canicule : Simon
- 2006 : Vive la bombe ! de Jean-Pierre Sinapi
- 2008 : Les Enfants d'Orion de Philippe Venault
- 2009 : L'École du pouvoir de Raoul Peck (mini-série) : Président du jury
- 2010 : Les Frileux de Jacques Fansten
- 2010 : Entre deux eaux de Michaëla Watteaux
- 2010 : La Peau de chagrin de Alain Berliner
- 2011 : Longue Peine de Christian Bonnet
- 2012 : Caïn de Bertrand Arthuys : Saison 1, Épisode 8 : Innocences - Christophe Odent : Monsieur Delphes.
- 2016 : Meurtres à l'île de Ré
- 2017 : Sigmaringen, le dernier refuge de Serge Moati
- 2018 : Hippocrate (série télévisée), saison 1 - Michel Guillemain

## Théâtre
- 1982 : Hamlet de Shakespeare, mise en scène Antoine Vitez, Théâtre national de Chaillot
- 1983 : Intrigue et amour de Schiller, mise en scène Jean-Marie Simon au TGP
- 1984 : Great Britain de Philippe Marlow, mise en scène de Jean-Hugues Anglade, Théâtre Nanterre Amandiers
- 1985 : Lucrèce Borgia de Victor Hugo, mise en scène Antoine Vitez, Festival d'Avignon, Théâtre national de Chaillot, Opéra Comédie
- 1987 : Les désossés de Louis-Charles Sirjacq, Théâtre National de Chaillot, Milan Institut Français
- 1990 : Oh ! mais où est la tête de Victor Hugo ? d'après Victor Hugo, mise en scène Muriel Mayette, Comédie-Française au Petit Odéon
- 1997 : A trois mains de Bruno Bayen, mise en scène de Bruno Bayen, MC93
- 1998 : Œdipe Tyran de Sophocle, mise en scène Jean-Louis Martinelli, Théâtre national de Strasbourg et Festival d'Avignon
- 2001 : Les Gnoufs de Jean-Claude Grimberg, mise en scène Muriel Mayette, Théâtre du Gymnas à Marseille, tournée Vidy Lausanne
- 2002 : Le langue à langue des chiens de roche de Daniel Danis, mise en scène Michel Didym, Théâtre du Vieux Colombier/ Comédie Française
- 2005 : Ma famille de Carlos Liscano, mise en scène Michel Didym, Théâtre de l'Est parisien
- 2006 : Un si joli voyage d'Ivane Daoudi, mise en scène Catherine Gandois, vingtième théâtre
- 2007 : Passion selon Jean d'Antonio Tarantino, mise en scène Sophie Loucachevsky, Théâtre national de la Colline
- 2008 : A la mémoire d'Anna Politovskaïa de Lars Norén, mise en scène de Lars Norén, Théâtre Amandiers Nanterre puis tournée en Suède
- 2009 : Le jour se lève Léopold ! de Serge Valletti, mise en scène Michel Didym, Théâtre du Gymnase, Théâtre de l'Union, Maison de la Culture de Bourges, Théâtre Varia, Théâtre des Célestins, Opéra-théâtre de Metz, La Filature, Comédie de Reims, Théâtre des Abbesses, tournée
- 2011 : Manhattan Medea de Dea Loher mis en scène Sophie Loucachevsky, Théâtre de la Colline

## Radio
- 2021 : Jean Cocteau et Jean Marais, le couple terrible de l'Occupation réalisée par Pascal Deux (54 minutes) avec Christophe Odent (Jean Cocteau), Thibault Lacroix (Jean Marais), Richard Sammel (Arno Beker), Joachim Salinger (Alain Laubreaux)[1].

## Doublage

### Cinéma

#### Films
- 2000 : La ligne verte : Harry Terwilliger, le quatrième gardien, plus âgé (Jeffrey DeMunn)